# Waco Tennis Challenger 2008
Il Waco Tennis Challenger 2008 è stato un torneo di tennis facente parte della categoria ATP Challenger Series nell'ambito dell'ATP Challenger Series 2008. Il torneo si è giocato a Waco negli Stati Uniti dal 15 al 21 settembre 2008 su campi in cemento e aveva un montepremi di $50 000.

## Vincitori

### Singolare
Vince Spadea ha battuto in finale  Joseph Sirianni con il punteggio di 6–0, 6–1

### Doppio
Alex Bogomolov Jr. /  Dušan Vemić hanno battuto in finale  Alberto Francis /  Nick Monroe con il punteggio di 6–4, 5–7, [10–8]